# ヒルズボロ (カリフォルニア州)
ヒルズボロ（Hillsborough）は、アメリカ合衆国カリフォルニア州のサンマテオ郡にある町。人口は1万1387人（2020年）。サンフランシスコの南27キロメートルの丘陵地にある高級住宅街。

## 歴史
古くから富裕層が入植して城のような豪邸を建てた。1910年に法人化し「ヒルズボロ町」が誕生した。住民は裕福な白人が独占していたが、1963年に中国系アメリカ人の家族が家を建てたことをきっかけに人種融合が進んだ。
2020年アメリカ合衆国国勢調査によれば、町の人口の約54パーセントは白人、約33パーセントはアジア系アメリカ人、約5パーセントはヒスパニックだった。平均住宅価格は約3億円であり、庶民には手の届かない水準だった。

## 行政
ヒルズボロ町は良好な生活環境を維持するため厳しい建築規制を敷いている。町内に集合住宅や商業施設を建設するのは事実上不可能となっており、町は戸建て住宅と学校、公園、ゴルフ場で構成されている。買い物は隣のバーリンゲームやサンマテオに出る必要がある。

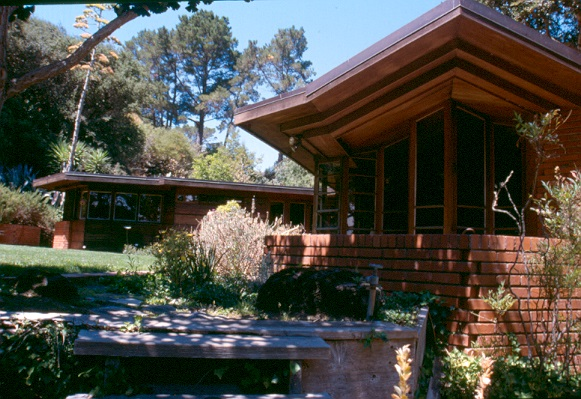
バゼット邸（フランク・ロイド・ライト設計）